# Astroloba congesta
Astroloba congesta és una espècie de planta suculenta del gènere Astroloba, que pertany a la subfamília de les asfodelòidies (Asphodeloideae), dins la família de les asfodelàcies (Asphodelaceae).

## Descripció

### Característiques vegetatives
Astroloba congesta té les seves fulles d'erectes a esteses i formen cinc files rectes o rarament es disposen en forma de maó als brots. Les fulles són brillants i de color verd clar a fosc, fan de 20 a 47 mm de llarg i de 14 a 28 mm d'ample. Els limbes foliars estan corbades cap amunt i cap a fora. Les berrugues estan absents a la superfície de la fulla. Poques vegades, però, hi ha algunes fulles petites, allargades i molt poques zones elevades del mateix color.

### Inflorescències i flors
La inflorescència ocasionalment ramificada és un raïm de poques flors de 6 a 31 cm de llarg. Les flors són verdes i de color crema i tenen tiges florals de 0,7 a 4 mm de llarg i tenen les puntes blanques o de color crema. El tub recte del peduncle fa de 6 a 9 mm de llarg i té un diàmetre d'uns 3 mm. Les vostres puntes doblegades tenen una longitud d'1,4 a 3 mm.

### Genètica
El nombre de cromosomes és {\displaystyle 2n=14}.

## Distribució i hàbitat
Astroloba congesta es distribueix a la província sud-africana del Cap Oriental, des del nord fins a Rosmead fins al sud fins a Alicedale. La seva localitat més a l'est és Brakkloof, a l'est de Grahamstown. En el seu hàbitat creix en la vegetació de transició entre Karoo i matolls o herbissars. A la serralada Suurberge al sud, les plantes de congesta són petites i fosques, amb fulles rígides en nivells gairebé perfectes. Aquesta població antigament se classificava com Astroloba deltoidea, però ara s'accepta com una simple variant regional de congesta. La forma Astroloba turgida també s'inclou dins de congesta.

## Taxonomia
Astroloba congesta va ser descrita per (Salm-Dyck) Uitewaal i va ser publicat a Succulenta (Netherlands) 28: 54, a l'any 1947.
Etimologia
Astroloba: nom genèric que deriva de les paraules gregues astros, "estrella" i lobos, "lòbul".
congesta: epítet llatí que significa "amuntegada".
Sinonímia
- Aloe congesta Salm-Dyck, Aloes Mesembr. 1: 2 (1836). (Basiònim/sinònim substituït)
- Apicra congesta (Salm-Dyck) Baker, J. Linn. Soc., Bot. 18: 218 (1880).
- Haworthia congesta (Salm-Dyck) Parr, Bull. African Succ. Pl. Soc. 6: 195 (1971).
- Tulista congesta (Salm-Dyck) G.D.Rowley, Alsterworthia Int., Special Issue 10: 5 (2013).
- Aloe deltoidea Hook.f., Bot. Mag. 99: t. 6071 (1873).
- Apicra deltoidea (Hook.f.) Baker, J. Linn. Soc., Bot. 18: 217 (1880).
- Apicra turgida Baker, J. Bot. 27: 44 (1889).
- Apicra deltoidea var. intermedia A.Berger in H.G.A.Engler (ed.), Pflanzenr., IV, 38: 120 (1908).
- Apicra deltoidea var. turgida (Baker) A.Berger in H.G.A.Engler (ed.), Pflanzenr., IV, 38: 118 (1908).
- Astroloba deltoidea (Hook.f.) Uitewaal, Succulenta (Netherlands) 28: 54 (1947).
- Astroloba deltoidea var. intermedia (A.Berger) Uitewaal, Succulenta (Netherlands) 28: 54 (1947).
- Astroloba turgida (Baker) H.Jacobsen, Handb. Succ. Pl. 1: 229 (1960), not validly publ.
- Astroloba deltoidea var. intermedia (A.Berger) Uitewaal, Succulenta (Netherlands) 28: 54 (1947).
- Haworthia deltoidea (Hook.f.) Parr, Bull. African Succ. Pl. Soc. 6: 195 (1971).
- Astroloba deltoidea var. intermedia (A.Berger) Uitewaal, Succulenta (Netherlands) 28: 54 (1947).
- Haworthia deltoidea var. intermedia (A.Berger) Parr, Bull. African Succ. Pl. Soc. 6: 195 (1971).
- Astroloba deltoidea var. intermedia (A.Berger) Uitewaal, Succulenta (Netherlands) 28: 54 (1947).
- Haworthia deltoidea var. turgida (Baker) Parr, Bull. African Succ. Pl. Soc. 6: 195 (1971).
- Astroloba deltoidea var. intermedia (A.Berger) Uitewaal, Succulenta (Netherlands) 28: 54 (1947).
- Haworthia shieldsiana Parr, Bull. African Succ. Pl. Soc. 6: 196 (1971).[5]